# Dimbach (Volkach)
Dimbach ist ein Ortsteil der Stadt Volkach im bayerischen Landkreis Kitzingen in Unterfranken. Dimbach war bis zum freiwilligen Zusammenschluss mit Volkach am 1. Oktober 1977 eine selbstständige Gemeinde. Lange Zeit war es als sogenanntes Klosterdorf Teil des Herrschaftsgebietes der Benediktinermönche aus Münsterschwarzach. Die Abtei richtete zeitweise auch eine Propstei im Ort ein und förderte die Wallfahrt zur sogenannten Gnadenmadonna von Dimbach.
Daraus erklärt sich auch die Größe der Dorfkirche St. Maria de Rosario, die den Mittelpunkt der Prozessionen nach Dimbach bildete. Dimbach liegt abseits der großen Tourismuszentren an der Mainschleife, da dort kein Weinbau betrieben wird.

## Geografische Lage

### Geografie und naturräumliche Gliederung
Dimbach liegt im Süden des Volkacher Gemeindegebietes. Nördlich befindet sich die Stadt Volkach, die ehemalige Flur der Wüstung Ulberg und die Mainfranken-Kaserne liegen dem Dorf dort am nächsten, im Nordosten befindet sich der Strehlhof auf Rimbacher Gemarkung. Weiter im Osten beginnt die Gemarkung des Volkacher Ortsteils Eichfeld. Im Süden beginnt das Gebiet des Marktes Wiesentheid, Reupelsdorf liegt Dimbach dort am nächsten. Die Gemarkung des Schwarzacher Ortsteil Gerlachshausen liegt im Südwesten. Der Westen wird von der Gemeinde Sommerach eingenommen.
Nächstgelegene größere Städte sind Kitzingen mit einer Distanz von etwa 12 Kilometern und Schweinfurt, welches ungefähr 24 Kilometer entfernt ist. Die nächste Großstadt ist das ebenfalls 24 Kilometer entfernte Würzburg.
Naturräumlich bildet das Gebiet um Dimbach, Reupelsdorf und Teile der Weininsel eine eigene Untereinheit, die von großen Flugsandgebieten geprägt wird. Dieses Dimbacher Flugsandgebiet ist Teil der Kitzinger Mainebene im Steigerwaldvorland, die zu den Mainfränkischen Platten gezählt wird.
Das Dorf liegt in der Maingauklimazone, die zu den trockensten und wärmsten Deutschlands zählt. Der Main berührt Dimbach nicht, sondern fließt als Mainkanal im Westen vorbei. Mehrere Bäche durchziehen die Dimbacher Fluren. Im Norden ist dies der Ölberggraben als Zufluss zur Sommerach. Im Süden entspringen zwei weitere Bäche, der namensgebende Dimbach und der Hölzersgraben. Sie fließen im äußersten Südwesten  zum sogenannten Etterswasengraben zusammen.

### Dorfgliederung

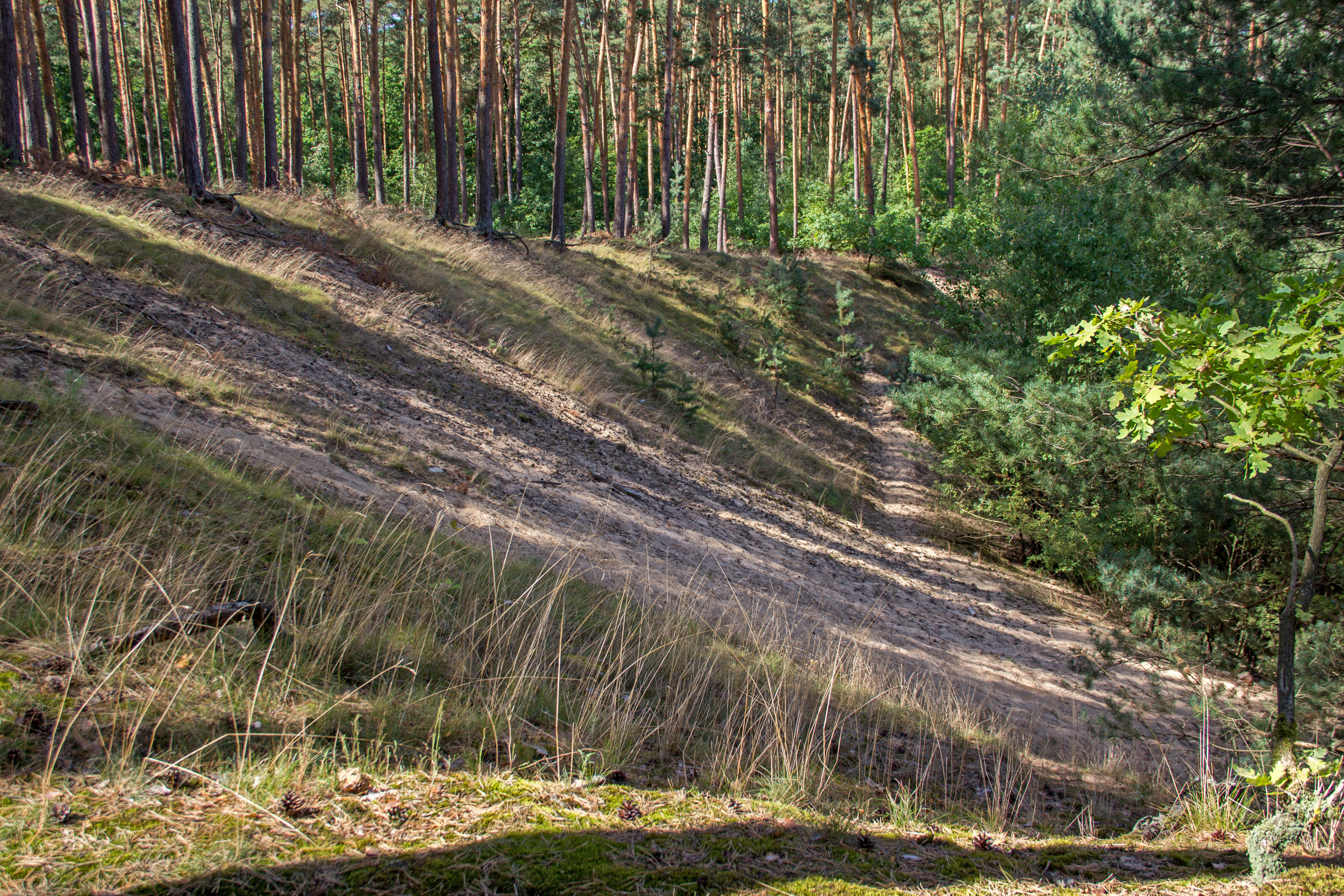
Das Naturschutzgebiet auf der Dimbacher Gemarkung

Die Dimbacher Gemarkung nimmt eine Fläche von ca. 5 km² ein. Das Zentrum bildet das alte Straßendorf mit der Kirche und dem sich nördlich anschließenden Friedhof. Das Dorf ist kompakt besiedelt und weist lediglich im Norden und Osten einige Neubaugebiete des 20. und 21. Jahrhunderts auf. Im Nordwesten steht ein einzelner unbenannter Aussiedlerhof. Im Südwesten befinden sich die im 20. Jahrhundert entstandene Kläranlage und mehrere, kleinere Seen.
Auf drei Seiten ist die besiedelte Fläche von Forsten umgeben, lediglich im Nordosten liegen größere landwirtschaftliche Flächen. Insbesondere die Flur Röten wird von der Landwirtschaft genutzt. Benannte Waldfluren sind der Röhrig im Osten, der Hübnerwald im äußersten Südosten, der Linkhöftännig im Südwesten und der Spessart im Westen. Die Flur Linkhöftännig verweist auf die Wüstung Lindhof. Dort erstreckt sich auch ein Teil des Naturschutzgebietes Sandfluren bei Volkach, Schwarzach am Main und Sommerach. Teile der Gemarkung sind unter dem Namen Südliches Steigerwaldvorland als EU-Vogelschutzgebiet unter Schutz gestellt.

## Geschichte

### Vor- und Frühgeschichte (bis vor 777)
Dimbach hat eine lange Siedlungsgeschichte. Bereits in der Jungsteinzeit durchzogen wandernde Ackerbauern die Region, dies belegen einige Bodenfunde auf der Gemarkung des Dorfes. Um 2000 v. Chr. wurde die Bevölkerung sesshaft, Pfeilspitzen aus Stein belegen diesen Prozess. Eine gebohrte Steinaxt, die auf der Flur des Ortes gefunden wurde, weist auf Viehzüchter und Bauern hin, Bestattungshügel geben Auskunft über die dauerhafte Besiedlung. Funde aus der Bronzezeit blieben bisher aus.
Während der Latènezeit kam es überall in der Mainschleifenregion zur Bevölkerungsüberlagerung. Die zugezogenen Kelten verdrängten die ursprünglich ansässige Bevölkerung. Wieder wurden auf Dimbacher Flur Funde gemacht, die auf eine Herdstätte dieser Kelten hinweisen.:S. 27 Um 50 vor Christus stießen dann elbgermanisch-alamanische Völker in das Gebiet um Dimbach vor. Der Ort selbst entstand wohl als fränkischer Rodungsort im 7. oder 8. nachchristlichen Jahrhundert.
Die Franken kamen als Eroberer in die Region und brachten erste Verwaltungsstrukturen nach Dimbach, außerdem forcierten sie die Christianisierung. Wahrscheinlich wurde der Ort, wie die Dörfer der Umgebung, Teil des entstehenden Volkfeldes, eines fränkischen Verwaltungsgaus. Dies ist jedoch nicht gesichert, da in diesem Zeitraum die Quellen über Dimbach nur sehr spärlich fließen. So ist auch der Zeitpunkt der ersten Nennung mit einiger Unsicherheit verbunden.

### Die Grafen von Castell (bis 1306)
Die frühe Geschichtsschreibung vermutete, dass Dimbach am 7. Januar 777 erstmals genannt wurde. Es soll damals aus dem Königsbesitz an das Kloster Fulda gekommen sein.:S. 10 An anderer Stelle taucht das Dorf als Eigengut der Familie der Mattonen auf. Megingaud der Jüngere, der Gründer des Klosters Megingaudshausen, hätte 877 den Ort an seine Abtei vermacht.:S. 29 Beide Daten würden Dimbach zu einem der ältesten Dörfer der Umgebung machen, gehen aber wohl auf einen Abschreibfehler zurück.
Gesichert ist dagegen das Jahr 1113 als Jahr der Ersterwähnung. Zu diesem Zeitpunkt war „Tienebach“ als Filiale an die Urpfarrei Gerlachshausen gekommen. Das Dorf befand sich 1113 im Besitz der Grafen zu Castell, die im Schatten des Hochstifts Würzburg aufgestiegen waren. Das Adelsgeschlecht wird allerdings zu den kognatischen Nachkommen der Mattonen gezählt, sodass eine Verbindung zu Megingaud nicht vollständig auszuschließen ist.
Die Herrschaft der Casteller währte bis ins 13. Jahrhundert. Nachdem im Jahr 1228 Ludwig zu Castell auf dem fünften Kreuzzug im Heiligen Land gestorben war, versuchte sein Bruder Rupert seine Rechte im Mainschleifenbereich mit einer Fehde gegen den Würzburger Bischof zu sichern. Er scheiterte und musste auf Befehl des siegreichen Hermann I. von Lobdeburg 1230 viele Besitzungen abgeben. Dimbach erhielt er zurück, allerdings war es fortan nur noch ein Lehen des Hochstifts Würzburg.
Einige Jahre später zerstritten sich die regierenden Grafen zu Castell. Die Brüder Heinrich II. und Hermann gehörten unterschiedlichen politischen Lagern an und entschlossen sich, ihre Herrschaften aufzuteilen. Dimbach wurde an den älteren Bruder Heinrich II. vergeben, der auf dem sogenannten Unteren Schloss in Castell saß und dessen Linie deshalb „Castell-Unterschloss“ genannt wurde. Dort blieb das Dorf allerdings nicht lange.

### Klosterdorf und Propstei (bis 1461)

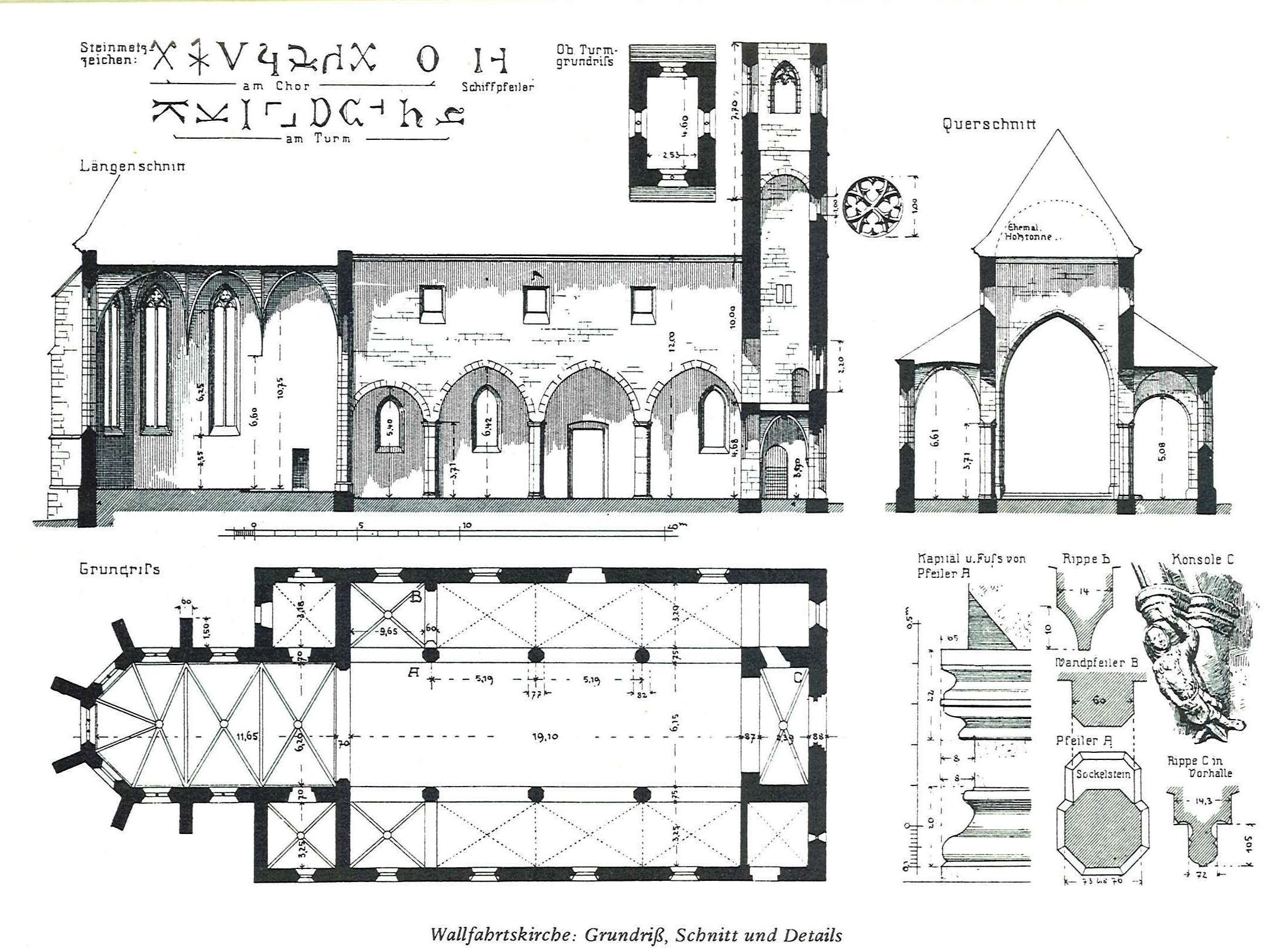
Die Kirche entstand in ihrer heutigen Form im 14. Jahrhundert

Vor dem 23. Juni 1306 erwarb das Benediktinerkloster in Münsterschwarzach, Nachfolger der Abtei Megingaudshausen, die Vogteirechte über Sommerach, Nordheim, Dimbach, Düllstadt, Reupelsdorf, Laub, Stadelschwarzach, Järkendorf, Kirchschönbach und Eichfeld. Noch im Jahr 1306 bestätigte der Würzburger Bischof Andreas von Gundelfingen die Erwerbungen und billigte den Besitzwechsel damit indirekt. Bis ins Jahr 1803 herrschte nun das Kloster über Dimbach.
Bischof Andreas war auch der Auslöser der auf das Jahr 1312 datierten Wallfahrt nach Dimbach. Er soll wegen einer Hungersnot barfuß zur Gnadenmadonna im Dorf gepilgert sein. Nachdem die Gebete des Prälaten erhört worden waren, setzte ein reger Pilgerstrom ein. Hierzu passt auch, dass die Dorfkirche zwischen 1325 und 1334 in ihrer heutigen Form entstand. Neuere Forschungen bewiesen allerdings, dass sich die Wallfahrt zu diesem frühen Zeitpunkt nur auf die anderen Klosterdörfer der Umgebung beschränkte.
Nachdem die Kirche errichtet war, plante Abt Heinrich von Münsterschwarzach die Etablierung einer eigenen Klosterzelle im Dorf. Er beauftragte 1335 zwei Priester, die Seelsorge zu übernehmen und eine Propstei in Dimbach zu errichten. Am 17. November 1351 erhielt die neugeschaffene Propstei die Bestätigung des Würzburger Fürstbischofs. Fortan saßen in Dimbach zwei Münsterschwarzacher Mönche und ein Propst, die direkt dem Abt unterstellt waren.
Die Propstei führte zu einem immensen Bedeutungsgewinn des kleinen Klosterdorfes. Gleichzeitig wurde es nun vermehrt in die innerklösterlichen Konflikte des Dorfherren gezogen. Die Äbte belohnten verdiente Mönche mit der Verleihung des Propsteipostens, zeitweise quartierte man dort auch lebensmüde oder widerspenstige Mönche ein. Im 15. Jahrhundert diente die Propstei eine Zeit lang als Altersruhesitz für die Äbte des Klosters.

### Kriege und Wallfahrt (bis 1803)

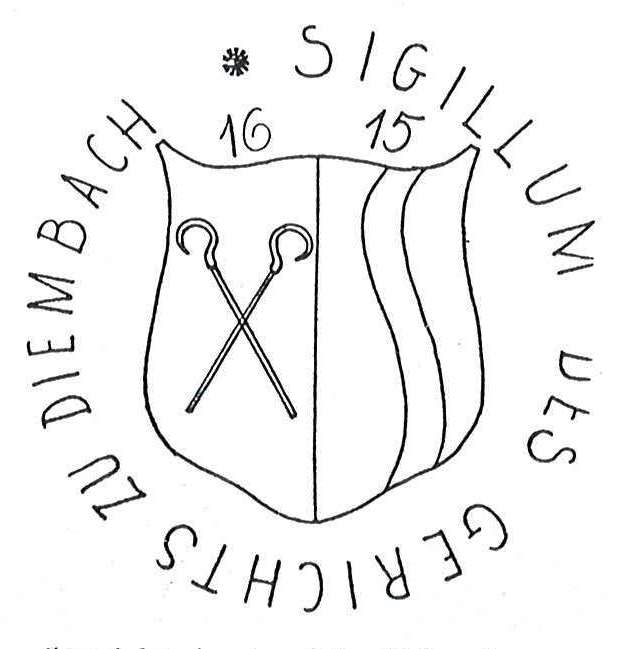
Ein Dimbacher Gerichtssiegel von 1615

Während des Ersten Markgrafenkrieges im 15. Jahrhundert wurde Dimbach gebrandschatzt,  viele Gebäude der Propstei wurden zerstört. Im Jahr 1462 musste das Kloster die Zehnt des Dorfes versetzen, da die Abtei hoch verschuldet war. Zwanzig Jahre später, 1482, hatte Münsterschwarzach die Zehnt wiederum in seinen Besitz gebracht. Den Kriegszerstörungen war es wohl auch geschuldet, dass die Propstei zwischen 1470 und 1493 aufgelöst werden musste.:S. 38
Wenige Jahre später lösten die drückenden Abgaben an die jeweiligen Dorfherren den Deutschen Bauernkrieg aus. 1525 begannen die Dimbacher, sich den Haufen der Umgebung anzuschließen. Sie brannten das letzte, verbliebene Gebäude der Propstei, den sogenannten Rindthof, nieder und zogen dann weiter nach Münsterschwarzach. Allerdings gibt es keine Informationen zu Bestrafungen der Rädelsführer, wie sie für andere Gebiete überliefert sind.
In Münsterschwarzach fürchtete man in der Zwischenzeit, die Reformation könnte von den Dörfern Eichfeld und Krautheim aus auch nach Dimbach überspringen. Abt Johannes Burckhardt ließ deshalb 1593 die große Dorfkirche renovieren und neu ausstatten. Unterstützt wurde er vom Würzburger Bischof Julius Echter von Mespelbrunn. Er pfarrte das Klosterdorf, zuvor von Schwarzach aus versehen, wieder nach Gerlachshausen um. Die Reformation setzte sich in Dimbach nicht durch.
In der ersten Hälfte des 17. Jahrhunderts gründete sich in Dimbach die Rosenkranzbruderschaft, die sich einmal im Monat in der Marienkirche versammelte. Der Dreißigjährige Krieg ließ diese Gründung allerdings bald eingehen. 1630 wurde Dimbach von den protestantischen Schweden niedergebrannt. Eine Erzählung besagt, dass zwei Männer die Kirchenglocken vor den Schweden versteckten und deshalb mit dem Dorfschultheißen von diesen umgebracht wurden.
Nach dem Krieg gründete sich die Rosenkranzbruderschaft 1661 neu. Nun lebte auch die Wallfahrt, vom Kloster gefördert, wieder auf und zog Menschen aus der ganzen Region nach Dimbach. Zwischen 1767 und 1769 konnte deshalb die Kirche renoviert werden. Dimbach war zwischenzeitlich Sitz einer Kuratie geworden und nicht länger Filiale von Gerlachshausen. Im Jahr 1774 endete die kurze Blütephase allerdings. Die einsetzende Aufklärung beendete die Wallfahrt abrupt.

### In Bayern (bis heute)
Im Zuge der Säkularisation wurde im Jahr 1803 das Kloster Münsterschwarzach aufgehoben und die Klosterdörfer kamen an Kurpfalz-Bayern. Dimbach erhielt den Klosterwald, mehrere Seen und Ackerland und konnte so seine Gemarkung vergrößern. Nach der Errichtung des Großherzogtums Würzburg wurde das Dorf bis 1814 von Würzburg aus regiert. Erst nach der Einverleibung des Staatsgebildes ins neuerrichtete Königreich Bayern wurde Dimbach Ruralgemeinde im Landgerichtsbezirk Volkach.
Die Zeit nach der Klosterauflösung war für Dimbach auch kirchlich von häufigen Umbrüchen geprägt. Im Jahr 1818 kam das Dorf an die Pfarrei Stadtschwarzach. Die Dimbacher forderten aber bald eine eigene Pfarrstelle und sammelten für diese Zwecke Geld. Die Regierung erlaubte 1866 allerdings nur die Wiedergründung der Kuratie. Nun erhofften sich die Bürger einer Lokalkaplanei. Ab 1888/1889 wurde das Dorf von Reupelsdorf aus versehen.:S. 54–60
Die formale Ausgliederung aus Stadtschwarzach erfolgte allerdings erst im Jahr 1950. Ab 1962 betreuten Mönche aus der wiedererrichteten Abtei Münsterschwarzach die Gläubigen, ehe 1972 wiederum Reupelsdorf für das Dorf zuständig wurde. In der Nachkriegszeit forcierte die Gemeinde die Flurbereinigung und erneuerte die Straßen, die durch das Dorf führen. Am 1. Oktober 1977 wurde Dimbach nach Volkach eingemeindet und verlor dadurch seine Selbstständigkeit.

### Ortsname
Der Name Dimbach weist auf die natürlichen Begebenheiten um das Dorf hin. Es handelt sich um einen Sachnamen, sodass eine Gründung durch eine bestimmte Person ausgeschlossen werden kann. Das Wort Bach ist selbsterklärend und geht auf ein Fließgewässer in der Nähe der Ansiedlung zurück. Im Althochdeutschen bedeutete dunni lang gedehnt, im Mittelhochdeutschen wurde dies dann zu dünne abgewandelt. Dimbach kann also als ausgedehnter Rodungsstreifen am Bach gedeutet werden.
Die Endung -bach verweist auf eine Gründung im 7. oder 8. nachchristlichen Jahrhundert. Der Wald um Dimbach wurde von den Karolingern gerodet und ausgebaut. In den folgenden Jahrhunderten war der Name einigen Veränderungen unterworfen. 1230 wurde das Dorf „Tienebach“, 1306 „Thienebach“ genannt. Im Jahr 1326 erschien „Tymbach“. Zeitweise setzte sich „Dinbach“, seltener auch „Tunbach“ durch.

### Verwaltung und Gerichte
| Die folgenden Verwaltungseinheiten waren der Gemeinde Dimbach übergeordnet. - bis 1803: Kloster Münsterschwarzach im Hochstift Würzburg - bis 1862: Landgericht älterer Ordnung Volkach im Untermainkreis, ab 1837 Unterfranken - bis 1872: Bezirksamt Volkach in Unterfranken - bis 1972: Bezirksamt Gerolzhofen, ab 1939 Landkreis Gerolzhofen in Unterfranken - bis 1977: Landkreis Kitzingen in Unterfranken - ab 1977: Ortsteil der Stadt Volkach, Landkreis Kitzingen in Unterfranken |  | Gerichtlich unterstand Dimbach folgenden Instanzen. - bis 1803: Zentgericht Stadtschwarzach im Hochstift Würzburg - bis 1862: Landgericht älterer Ordnung Volkach - bis 1879: Landgericht Volkach - bis 1966: Amtsgericht Volkach im Landgerichtsbezirk Schweinfurt - bis 1973: Amtsgericht Gerolzhofen im Landgerichtsbezirk Schweinfurt - ab 1973: Amtsgericht Kitzingen im Landgerichtsbezirk Würzburg |  |

### Wappen
| Wappen von Dimbach | Blasonierung: „Gespalten; vorne geteilt von Gold und Blau, oben ein blauer Wellenpfahl, unten ein silberner Balken, der von drei, zwei zu eins gestellten, sechsstrahligen silbernen Sternen begleitet ist; hinten in Rot drei silberne Spitzen.“ |
| Wappen von Dimbach | Wappenbegründung: Das Wappen geht auf ein Siegel von 1810 zurück, das sich die Gemeinde nach der Säkularisation gab. Am 5. Februar 1969 wurde das Wappen angenommen. Die drei roten Spitzen weisen als fränkischer Rechen auf das Herzogtum Franken hin, in dem Dimbach lange Zeit lag. Der silberne Balken mit den drei Sternen ist dagegen dem Wappen des Judas Thaddäus Sigerst entlehnt, der als letzter Abt des Klosters Münsterschwarzach vor der Säkularisation die Verbindung zur Abtei symbolisiert. Der Wellenpfahl verweist auf die Gewässer auf Dimbacher Gemarkung.:S. 48 f. |

## Politik

### Vom Bürgermeister zum Ortssprecher
In der innerörtlichen Organisation Dimbachs spielte bereits seit dem Mittelalter der Bürgermeister eine Rolle. Er stand der Bürgerschaft gegenüber der Obrigkeit vor, hatte allerdings keinerlei Befugnisse gegenüber den Repräsentanten des Benediktinerklosters. Nach der Auflösung der Abtei erhielt der Bürgermeister des Ortes mehr Rechte. In Dimbach etablierten sich die Mitglieder der Familie Bauer als einflussreichste Bürgermeister-Anwärter, sie stellten im Laufe von 100 Jahren fast immer den Ortsvorsteher.
| Heinz Bauer        | um 1804–um 1840 | Ökonom; zunächst Schultheiß; ab 1803 Bürgermeister              |
| Georg Bauer        | um 1840–1870    | Sohn des Heinz Bauer                                            |
| Franz Bauer        | 1870–1918       | auch Landrat im Bezirksamt Gerolzhofen                          |
| Josef Münch        | 1919–1925       | * 9. März 1877; Ehrenbürger der Gemeinde Dimbach; † 6. Mai 1961 |
| Georg Johann Bauer | 1925–1945       |                                                                 |
| Heinrich Beck      | 1945–1956       |                                                                 |
| Otto Beck          | 1956–1977:S. 48 | 2. Bürgermeister Otto Berthold                                  |

Aufgrund der geringen Größe des Dorfes wurde Dimbach in den 1970er-Jahren von der Kreisverwaltung verpflichtet, eine Partnergemeinde zu suchen, wenn es seine Selbstständigkeit behalten wollte. Aufgrund der historischen Verbindungen nach Sommerach, hierhin bestanden in der Vergangenheit einige Heiratsbeziehungen, plante man zunächst 1972 eine Verwaltungsgemeinschaft mit der Weinbaugemeinde einzugehen.
Am 12. April 1976 unterschrieb der Gemeinderat die Verordnung über den Beitritt zur Stadt Volkach, obwohl Verbindungen nach Volkach viel weniger intensiv waren. Am 1. Oktober 1977 wurde die Eingemeindung vollzogen. Dimbach hatte zuvor einige Privilegien von der Stadt erhalten, die Bedingungen für den Beitritt waren. Das Dorf behielt seine Viehwaage, der Bau einer Wasserleitung und der Anschluss an die Fernwasserleitung wurden in Aussicht gestellt. Erster Ortssprecher wurde 1978 Hugo Bauer. Nach der Amtszeit von über 18 Jahren übernahm sein Sohn Norbert Bauer (Sohn v. Hugo Bauer) am 20. Mai 1996 bis 30. April 2008 die Nachfolge. Ab 2008 übernahm dies Alfred Sauer. Dieser wurde am 4. August 2020 von René Bauer (Sohn v. Norbert Bauer) abgelöst.

### Einwohnerentwicklung
Seit der zweiten Hälfte des 19. Jahrhunderts sind konkrete Einwohnerzahlen für Dimbach nachgewiesen. Dimbachs Einwohnerzahlen schwankten im 19. Jahrhundert immer um 180 Personen. In der ersten Hälfte des 20. Jahrhunderts sank die Zahl auf unter 150, hieran wird bereits die beginnende Landflucht sichtbar. Mit den zugezogenen Vertriebenen nach dem Zweiten Weltkrieg wohnten zeitweise knapp 200 Personen im Dorf. Bis 1987 reduzierte sich die Zahl auf unter 140 Einwohner.
| Jahr | Einwohner | Jahr | Einwohner | Jahr | Einwohner |
| ---- | --------- | ---- | --------- | ---- | --------- |
| 1867 | 185       | 1900 | 149       | 1961 | 168       |
| 1875 | 172       | 1925 | 149       | 1970 | 163       |
| 1888 | 184       | 1950 | 199       | 1987 | 131       |

## Kultur und Sehenswürdigkeiten

### Baudenkmäler

#### Kirche Maria de Rosario

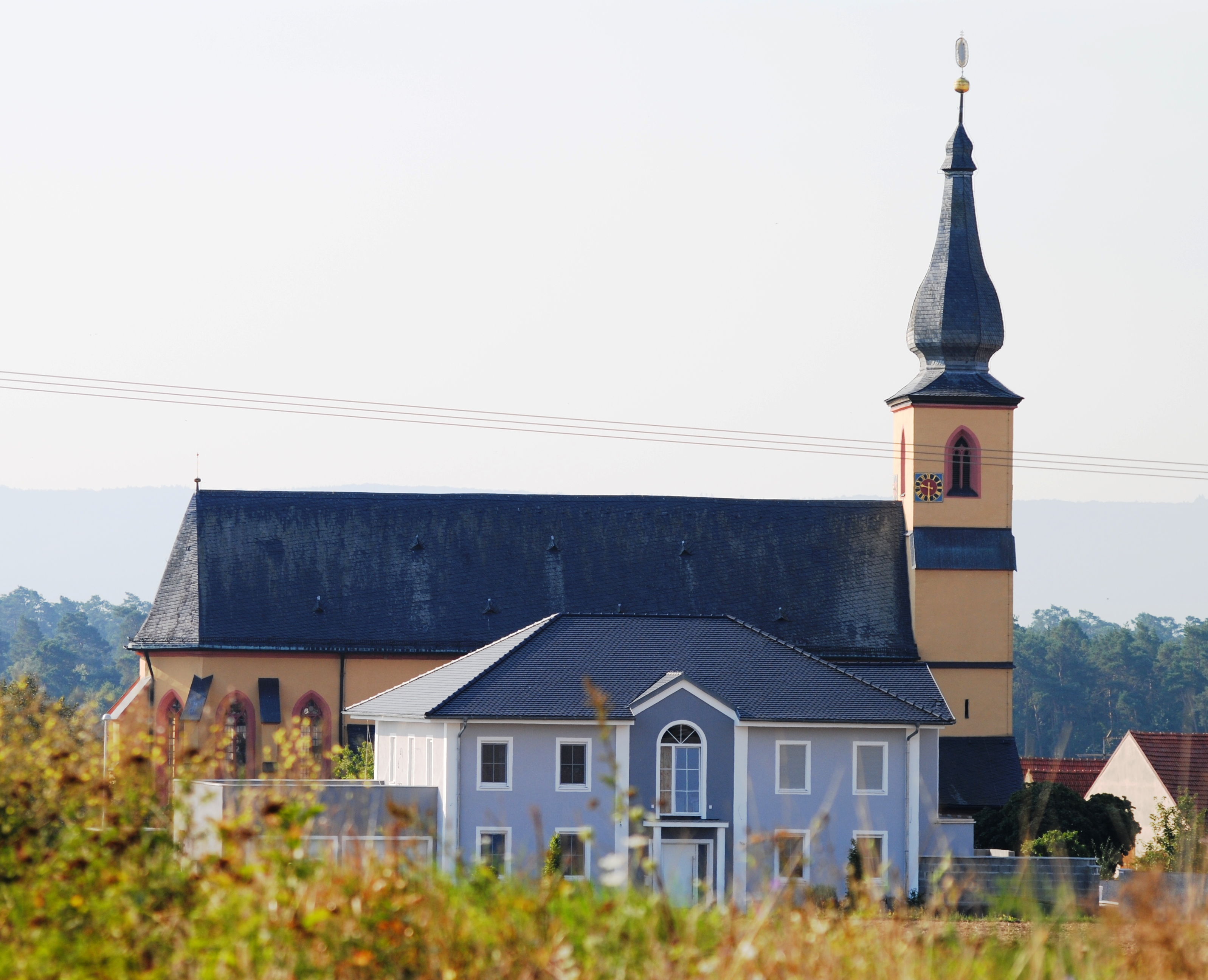
Die Kirche St. Maria de Rosario in Dimbach

Die Kirche bildet den historischen Mittelpunkt des Ortes, bereits im 11. Jahrhundert stand ein Vorgängerbau an der Stelle des heutigen Gotteshauses. Im 12. Jahrhundert gliederte man St. Maria de Rosario als Filiale nach Gerlachshausen ein. Ihr heutiges Erscheinungsbild erhielt die Kirche zwischen dem 13. und 14. Jahrhundert. Die enge Verbindung zum Kloster Münsterschwarzach führte in der Folgezeit zur Errichtung einer Propstei im Ort, die zeitweise von drei Mönchen besetzt war.
Einige Quellen verlegen eine rege Wallfahrt zur Kirche bereits in das 11. Jahrhundert. Ein Wolfsmirakel soll sich ereignet haben. Die neuere Forschung geht allerdings davon aus, dass sich eine Wallfahrt nach Dimbach lediglich auf Prozessionen von anderen klosterschwarzachischen Dörfern aus der Umgebung beschränkte und von einer echten Wallfahrt erst im frühen 18. Jahrhundert auszugehen ist. Im Zuge der Aufklärung verschwand diese Tradition jedoch bald wieder.
Ziel der Wallfahrer war die Gnadenmadonna im Inneren des Hochaltars. Die Figur wurde 1398 geschaffen und war zunächst als Prozessionsmadonna vorgesehen. Das Kircheninnere weist noch mehrere wertvolle Ausstattungsgegenstände auf, so ist das sogenannte Kreuzigungsrelief auf die Zeit um 1070 zu datieren. Es ist somit eine der ältesten, fränkischen Steinplastiken. Die restliche Ausstattung entstammt zumeist der Zeit des Barock, teilweise brachten die Schwarzacher Äbte auch Stücke aus der Klosterkirche dorthin.
Der Außenbau der Kirche ist ebenso bemerkenswert, weil sie für eine Dorfkirche außerordentlich dimensioniert ist. Sie präsentiert sich als dreischiffige Basilika mit einem breiten Westturm und zitiert den Stil der Gotik. Ein Fünfachtelchor schließt das Gebäude nach Osten hin ab. Im Inneren wurde im Chor Kreuzrippengewölbe angebracht, die sogenannte Turmhalle im Westen weist dagegen ein Kreuzgewölbe mit figürlichen Konsolen auf. Das Langhaus hat ein Spitzbogengewölbe.

#### Privathäuser und Höfe
Neben der alles überragenden Kirche haben sich nur wenige historische Häuser erhalten. An der Stelle der alten Klosterpropstei am Dorfplatz befindet sich ein alter Bauernhof. Er entstand wohl bereits in der Frühen Neuzeit und wurde Ende des 18. bzw. Anfang des 19. Jahrhunderts erneuert. Er präsentiert sich als zweigeschossiger, giebelständiger Satteldachbau mit verputztem Fachwerkobergeschoss. Einige Fenster weisen geohrte Rahmungen auf.
Ein Nebengebäude des Hofes ist ebenfalls als Baudenkmal eingeordnet. Es liegt näher an der Kirche und hat einen sehr langgezogenen Grundriss. Das Haus mit einem Krüppelwalmdach entstand wie der Hauptbau zwischen dem 18. und 19. Jahrhundert. Ebenfalls nahe der Kirche befindet sich ein erdgeschossiges Halbwalmdachhaus aus Bruchstein und ist mit Sandsteingewänden verziert. Das Haus hat einen rundbogigen Kellereingang und wurde zu Beginn des 19. Jahrhunderts errichtet.

#### Bildstöcke und Kleindenkmäler
In dem katholisch geprägten Ort befinden sich einige Bildstöcke aus den unterschiedlichen Jahrhunderten. Ursprünglich gab es 14 Bildstöcke um das Dorf, die Flurbereinigung reduzierte diesen Bestand allerdings stark.:S. 52 Ältester Stock ist das sogenannte Marterbild im Nordwesten. Er wurde um 1600 errichtet und soll den Erzählungen der Dorfbewohner nach die Wolfslegende, die zur Errichtung der Wallfahrt beigetragen hat, darstellen.
Im Wald zwischen Dimbach und Gerlachshausen befindet sich ein Steinkreuz. Sein Errichtungszeitpunkt ist unklar, jedoch sind die Umstände bekannt, die zur Aufstellung führten: Zwei Dimbacher Metzger sollen sich hier im Streit erstochen haben (siehe auch Steinkreuzsage). Ein weiterer Bildstock des 18. Jahrhunderts an der Straße nach Volkach wurde vom Bayerischen Landesamt für Denkmalpflege nicht nachqualifiziert. Er zeigt die Marienkrönung und die Darstellung der Pietà. Ein Gedenkstein im Wald stammt ebenfalls aus dem 18. Jahrhundert.
Im Jahr 1720 entstand der sogenannte Mordbildstock. Er wurde zunächst vor der ehemaligen Schule aufgestellt, ehe man ihn als „Visitenkarte“ an den Ortseingang versetzte. Seit den 1980er-Jahren befindet er sich vor der Kirche. Es wird von einer persönlichen Tragödie zweier Wallfahrer berichtet, die nach Dettelbach pilgerten. Einer der beiden wurde erschossen und die Witwe verdächtigte den anderen des Mordes. Trotz eines Freispruchs ließ sie den Stock errichten.
Ebenfalls nicht nachqualifiziert wurde ein Inschriftstein vor der Kirche. Er wurde im 19. Jahrhundert gehauen. 1921 entstand ein weiterer Bildstock an der Straße nach Reupelsdorf. Statt eines einfachen Aufsatzes wurde die Marter mit einem gusseisernen Relief der Pietà gearbeitet. Aus Kalkstein entstand 1930 Dimbachs jüngster Stock an der Abzweigung nach Sommerach. Er wurde im Stil des Neubarock geschaffen und zeigt Maria als Himmelskönigin.

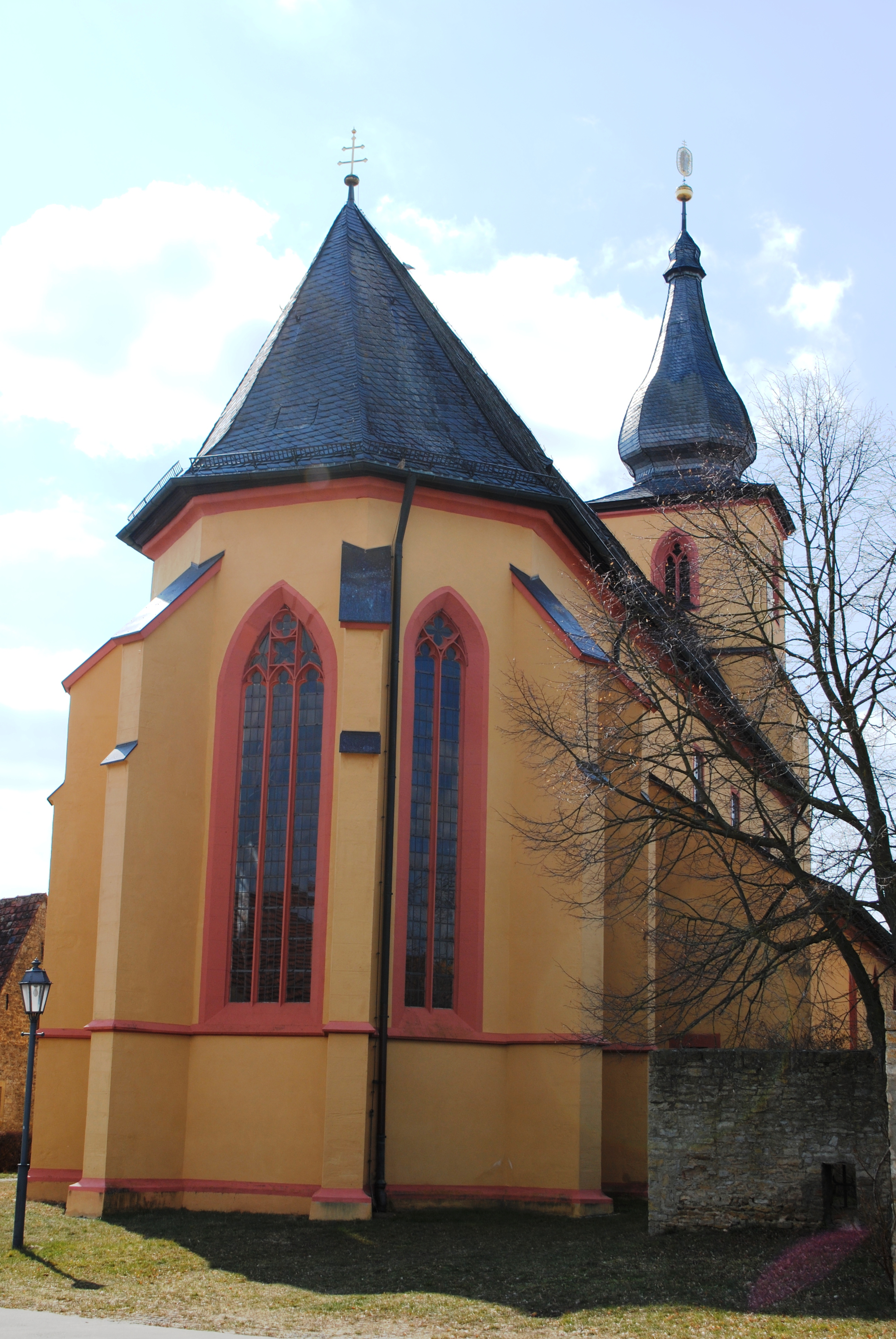
Der Chor der Marienkirche
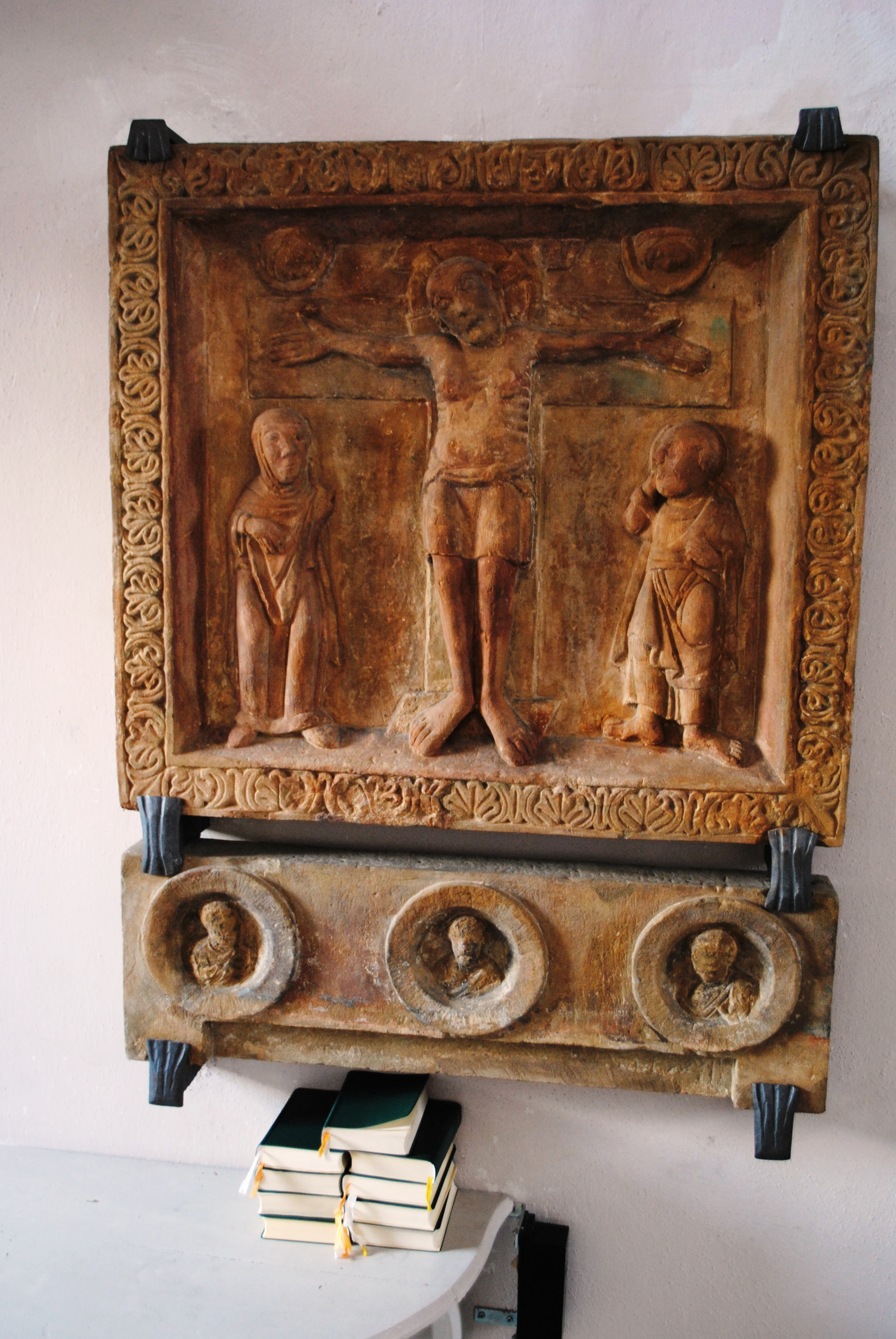
Das Kreuzigungsrelief in der Kirche
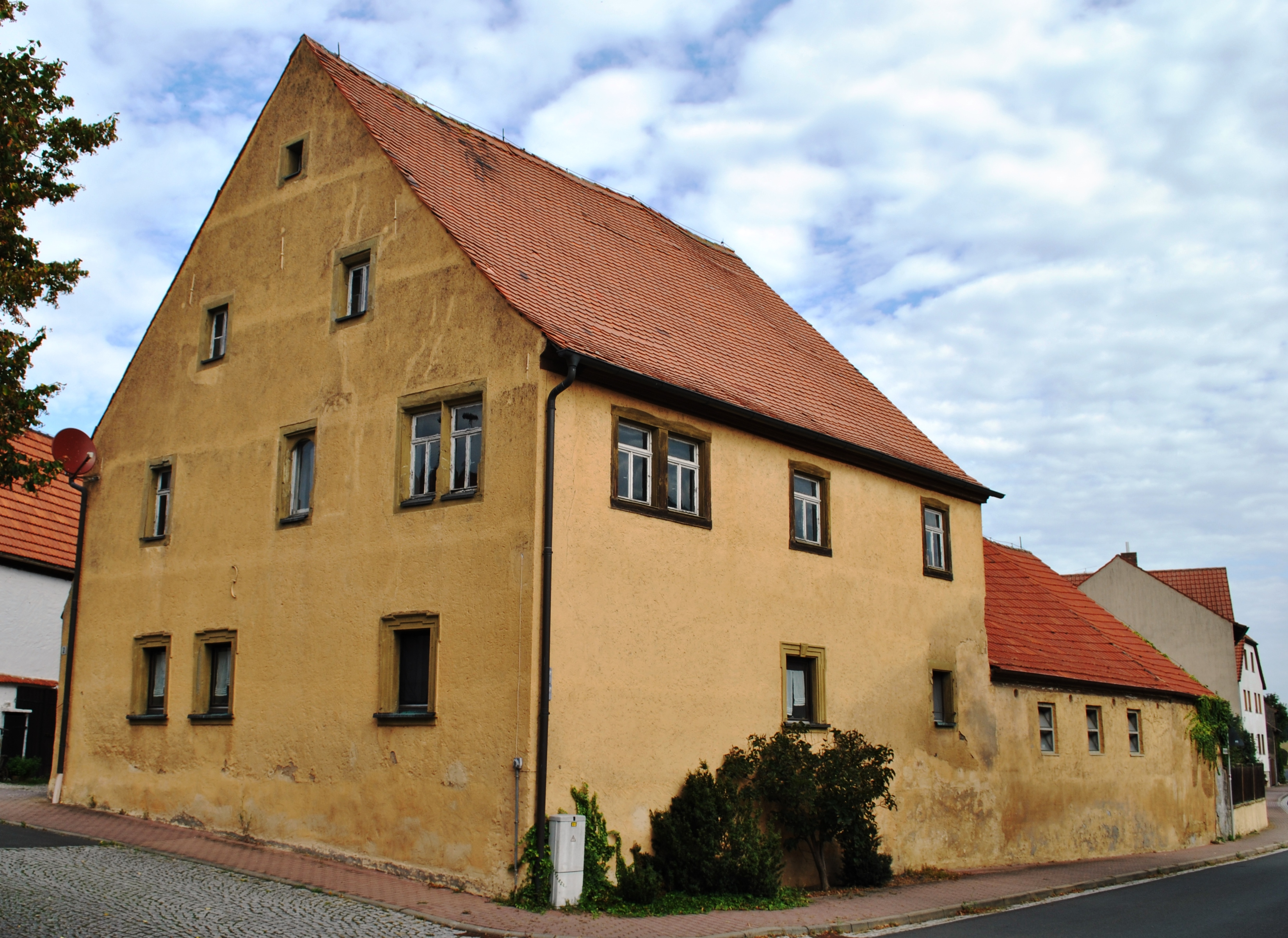
Das Wohnhaus am Dorfplatz
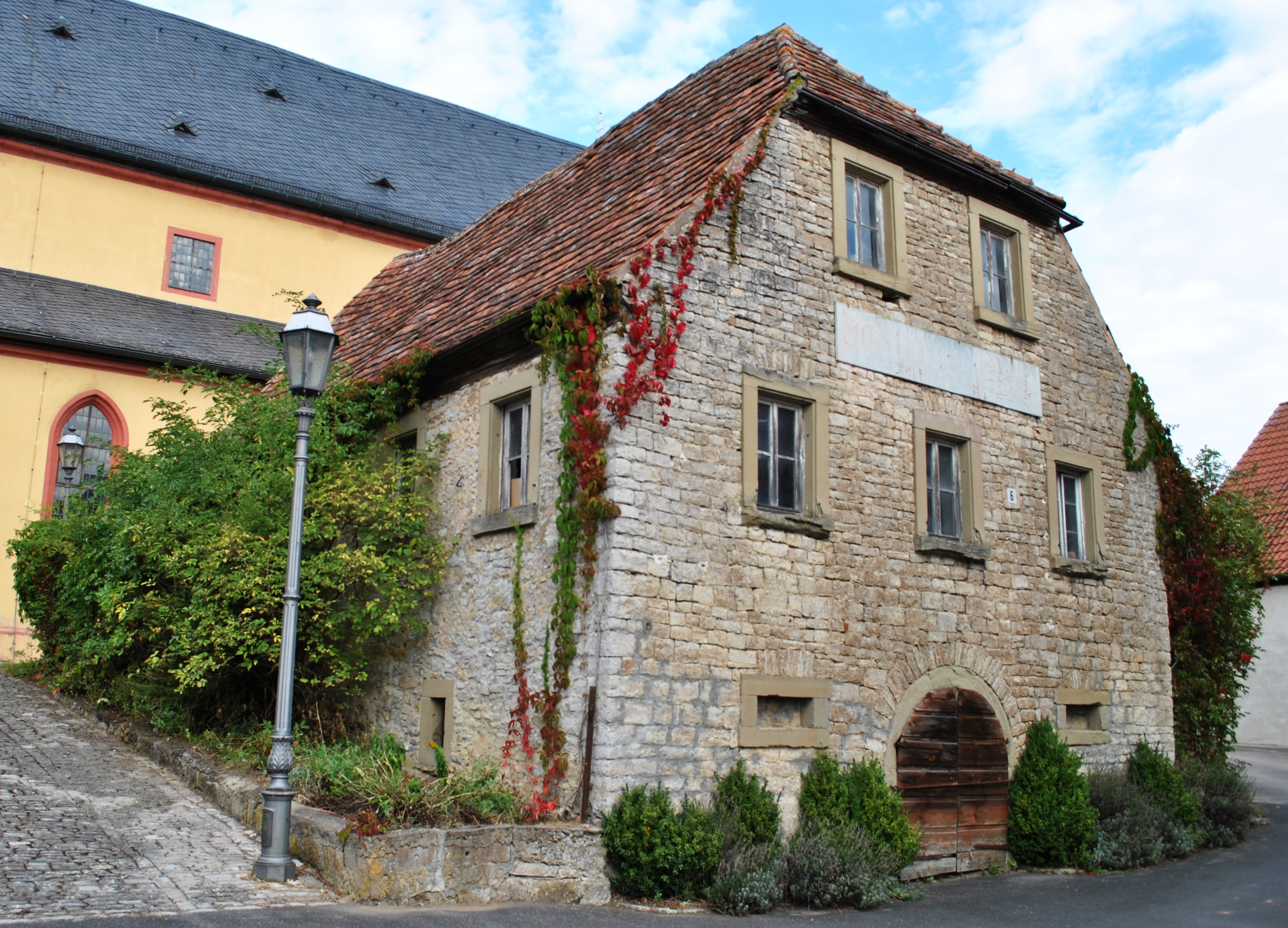
Das Halbwalmdachhaus vor der Kirche
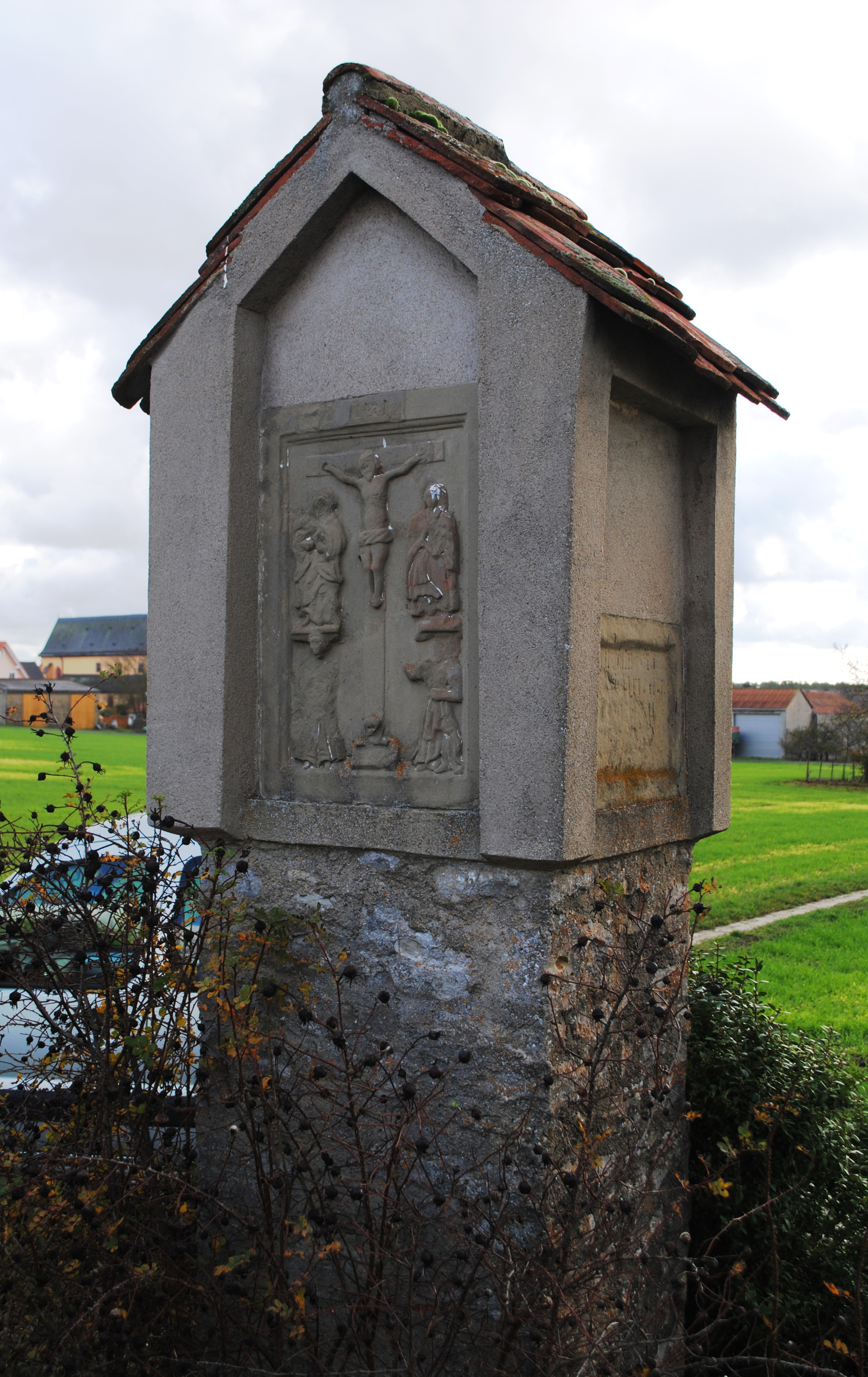
Das sogenannte Marterbild
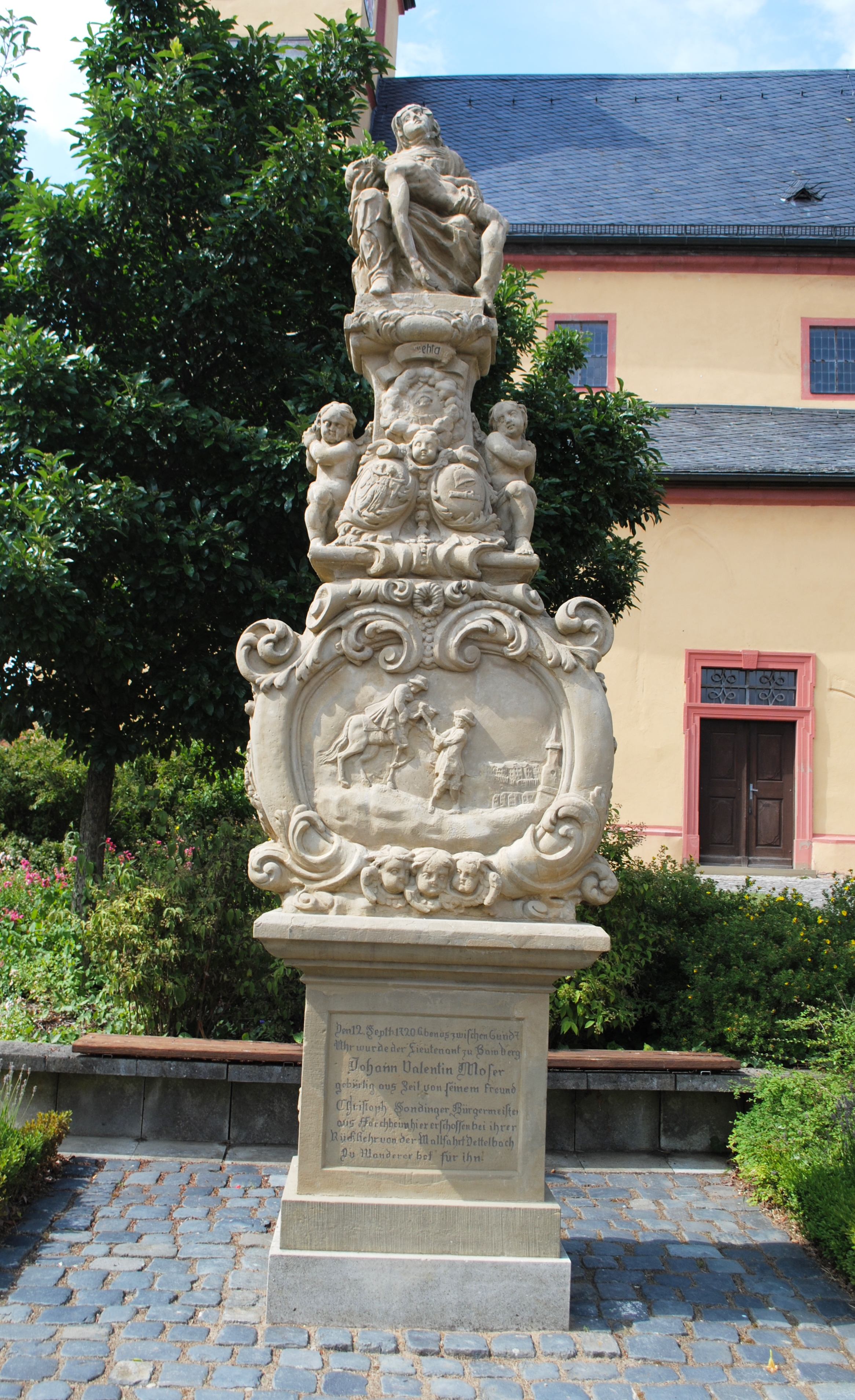
Der sogenannte Mordbildstock
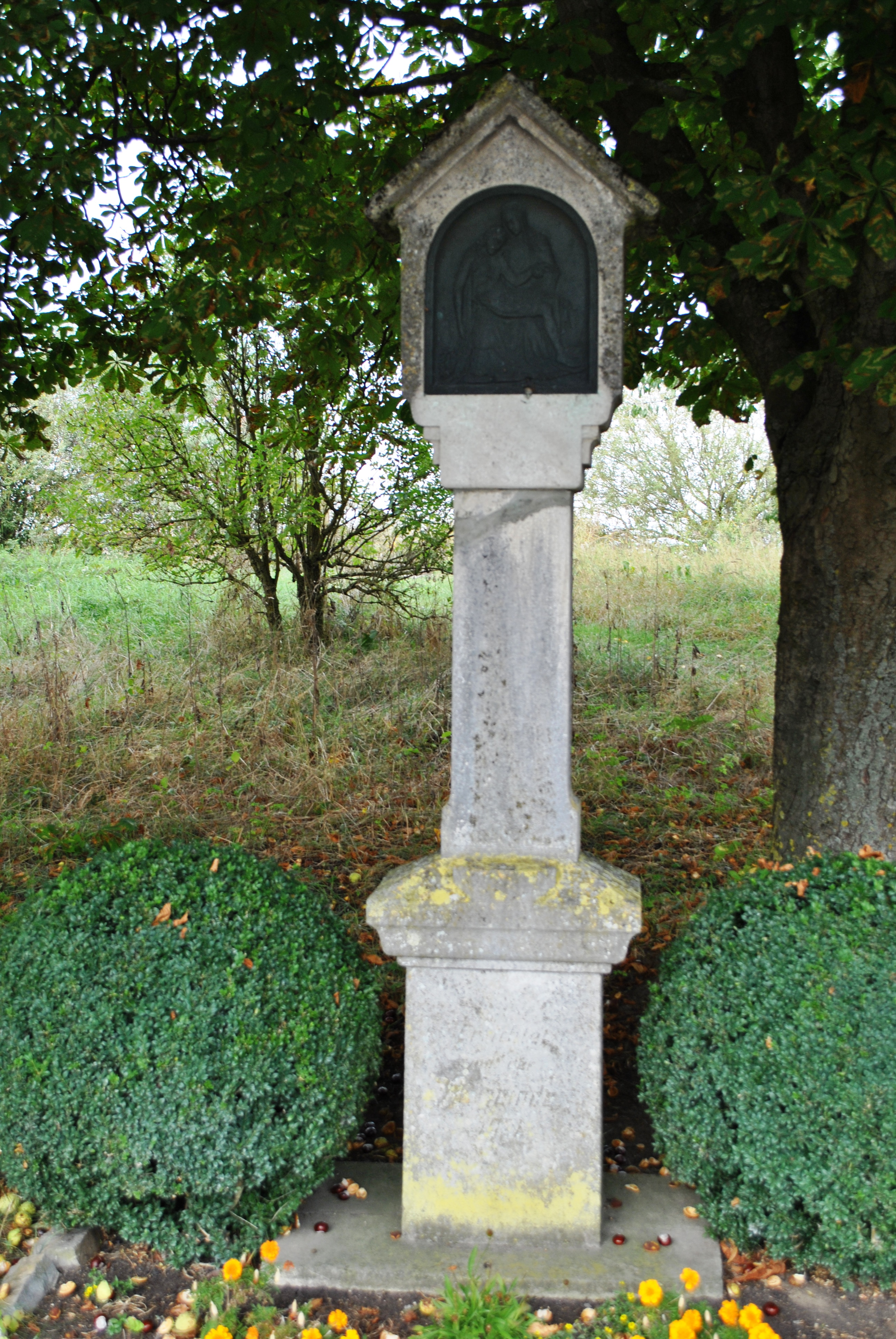
Der Bildstock von 1921

### Rosenkranzbruderschaft

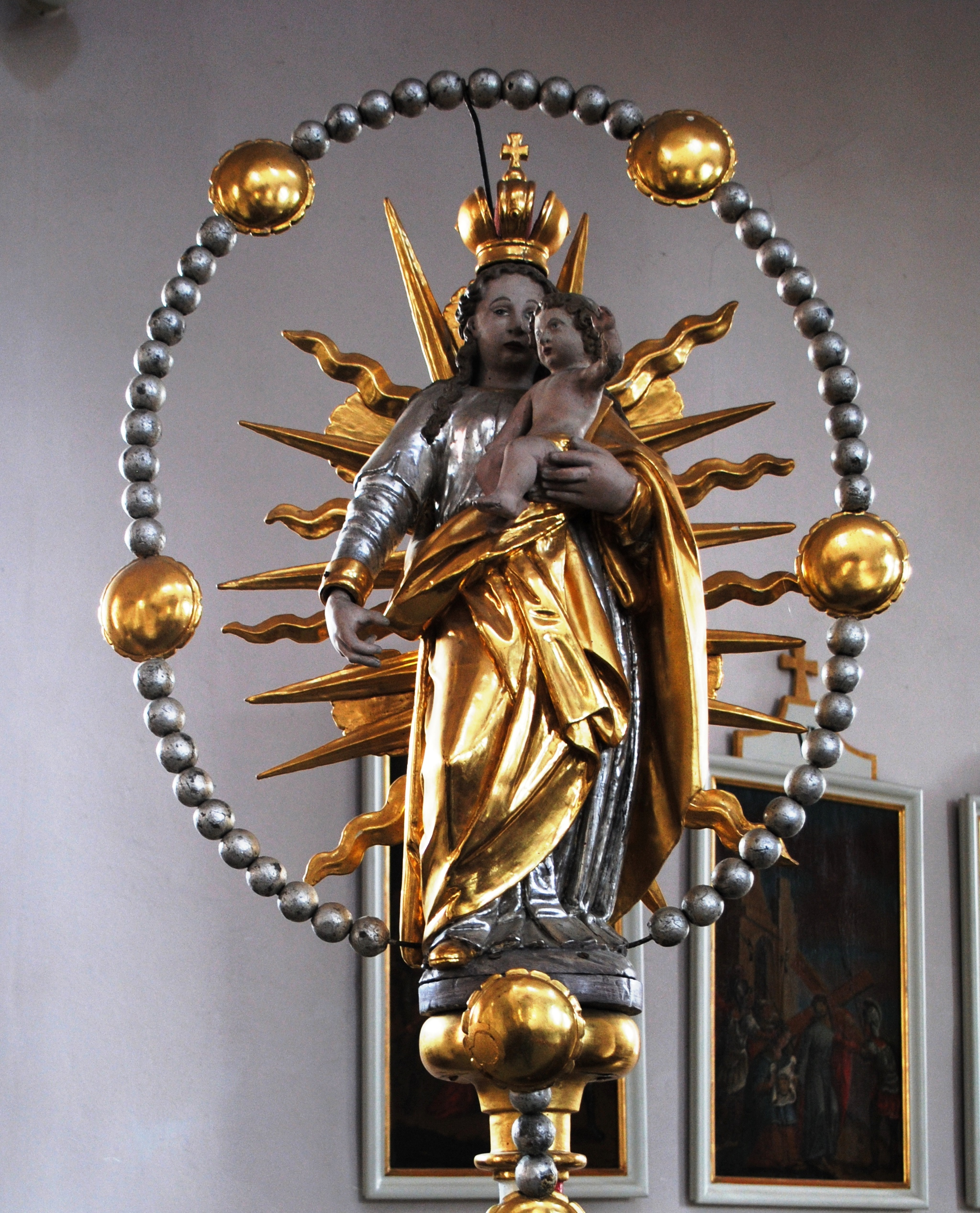
Die Prozessionsstange der Bruderschaft

Eine Besonderheit in Dimbach stellt die lange Verehrung der Maria de Rosario (Maria vom Rosenkranz) dar, die ihren Ausdruck auch im Patrozinium der Dorfkirche fand. Bereits im Mittelalter führten die Prozessionen der befreundeten Klosterdörfer immer an den großen Tagen der Marienverehrung in das Dorf. Dreimal im Jahr besuchte der gesamte Münsterschwarzacher Konvent Dimbach. So sind die Besuche der Mönche am Mariä-Verkündigungs-Tag und an Maria Himmelfahrt nachgewiesen.
Nach der Auflösung der Propstei gründete sich im Jahr 1630 in Dimbach eine Rosenkranzbruderschaft.:S. 44 f. Die männliche Bevölkerung versuchte dadurch die Volksfrömmigkeit zu fördern. Während des Dreißigjährigen Krieges und wegen der häufigen Einfälle der protestantischen Schweden löste sich die Bruderschaft jedoch bald wieder auf. Erst nach dem Krieg, im Jahr 1661, erneuerte man die Verbindung und legte das Kirchenpatrozinium endgültig auf den 7. Oktober fest.
Allmonatlich fand in Dimbach ein Bruderschafts-Sonntag statt, durch den auch die Erhaltung der Kirche gesichert werden konnte. Die Bruderschaft überstand auch die Säkularisation und die Auflösung des Klosters. Allerdings wurde sie im 19. Jahrhundert in einen einfachen Gebetsverein umgewandelt. Noch in den fünfziger Jahren des 20. Jahrhunderts hielt sich der Brauch, dass ein begonnener Rosenkranz innerhalb der Familie abwechselnd gebetet und am nächsten Tag vom Nachbarn übernommen wurde.:S. 58

### Sagen

#### Das Steinkreuz im Walde
Noch heute ist etwas abseits des Weges nach Gerlachshausen ein Steinkreuz zu finden, das an eine Begebenheit erinnern soll. Ein Metzger hatte ein Stück Vieh bei einem Dimbacher Bauern gekauft. Statt es gleich zu schlachten, ließ er es noch einige Tage im Stall stehen. Ein anderer Metzger sah das Tier und wollte es ebenfalls haben. Er bot mehr als den Verkaufspreis, doch der eine Metzger lehnte den Verkauf dennoch ab. Als der Metzger mit seinem Vieh durch den Wald lief, um nach Gerlachshausen zu gelangen, lauerte der andere ihm auf. Es folgte eine Messerstecherei, bei der beide verstarben.

#### Die schwere Eule
Ein Bauer wollte mit seinem Fuhrwerk von Dimbach nach Rimbach fahren. Eine große Eule kam angeflogen und setzte sich auf das herausstehende Langholz des Wagens. Die Fuhre wurde daraufhin so schwer, dass die Ochsen des Bauern ihr Ziel nur mit Mühe erreichen konnten.

#### Das Wolfsmirakel
Die Sage über das Wolfsmirakel, das der Auslöser der Wallfahrt nach Dimbach gewesen sein soll, existiert in mehreren Varianten. Die bekannteste lautet: Das Dorf war sehr arm und die Menschen erhielten vom Lehnsherren das Recht, so viel Holz im nahen Wald zu lesen, wie sie mit ihren Armen tragen konnten. Eine Frau ging mit ihrem Erstgeborenen ebenfalls in den Wald und wollte ihr Recht einlösen. Hierzu stellte sie das Kind in einem Körbchen am Waldrand ab. Plötzlich begann das Kind fürchterlich zu schreien und als die Frau hinzueilte sah sie, dass ein wilder Wolf den Jungen gepackt hatte und mit ihm im Wald verschwand.
Die Frau, in Wut und Trauer, rannte zur nahen Dorfkirche und riss dem Marienbildnis im Gotteshaus das Jesuskind vom Arm. Sie schrie: „Willst du dein Kind wieder, so schaff’ mir erst das meine bei!“ Da kam der Wolf aus dem Wald und legte das Kind seiner Mutter zu Füßen. Überglücklich übergab die Frau auch das Jesuskind seiner Mutter, verwechselte aber den Arm.

#### Der Mariendieb
Im Jahr 1336 ereignete sich ein weiteres Wunder im Zusammenhang mit der Kirche. Die Marienkirche war gerade neu errichtet worden, als ein Dieb in das Gotteshaus einbrach. Er hatte die Fenster zerbrochen und war in die Kirche eingestiegen. Da entdeckte er das wundertätige Marienbild, das mit silbernen und goldenen Medaillen behängt war. Er wollte es gerade einpacken, als plötzlich das Jesuskind seinen Arm festhielt und bis zum Morgen nicht mehr losließ. Der Dieb wurde von den Dimbachern daraufhin ergriffen.

## Wirtschaft und Infrastruktur

### Wirtschaft
Die geringe Größe des Ortes ist dafür verantwortlich, dass heute kaum ein Unternehmen hier ansässig ist. Historisch überwog im Dorf vor allem der Getreidebau. Der Weinbau spielte aufgrund kaum vorhandener passender Anbauflächen eine nachrangige Rolle und ist heute ganz verschwunden. Einige wenige Flächen auf den Fluren Kirchäcker, Zaunäcker und Am Nordheimer Weg wurden für Obstbaumpflanzungen verwendet. 1887 exportierte Dimbach 100 Zentner Obst.

### Verkehr

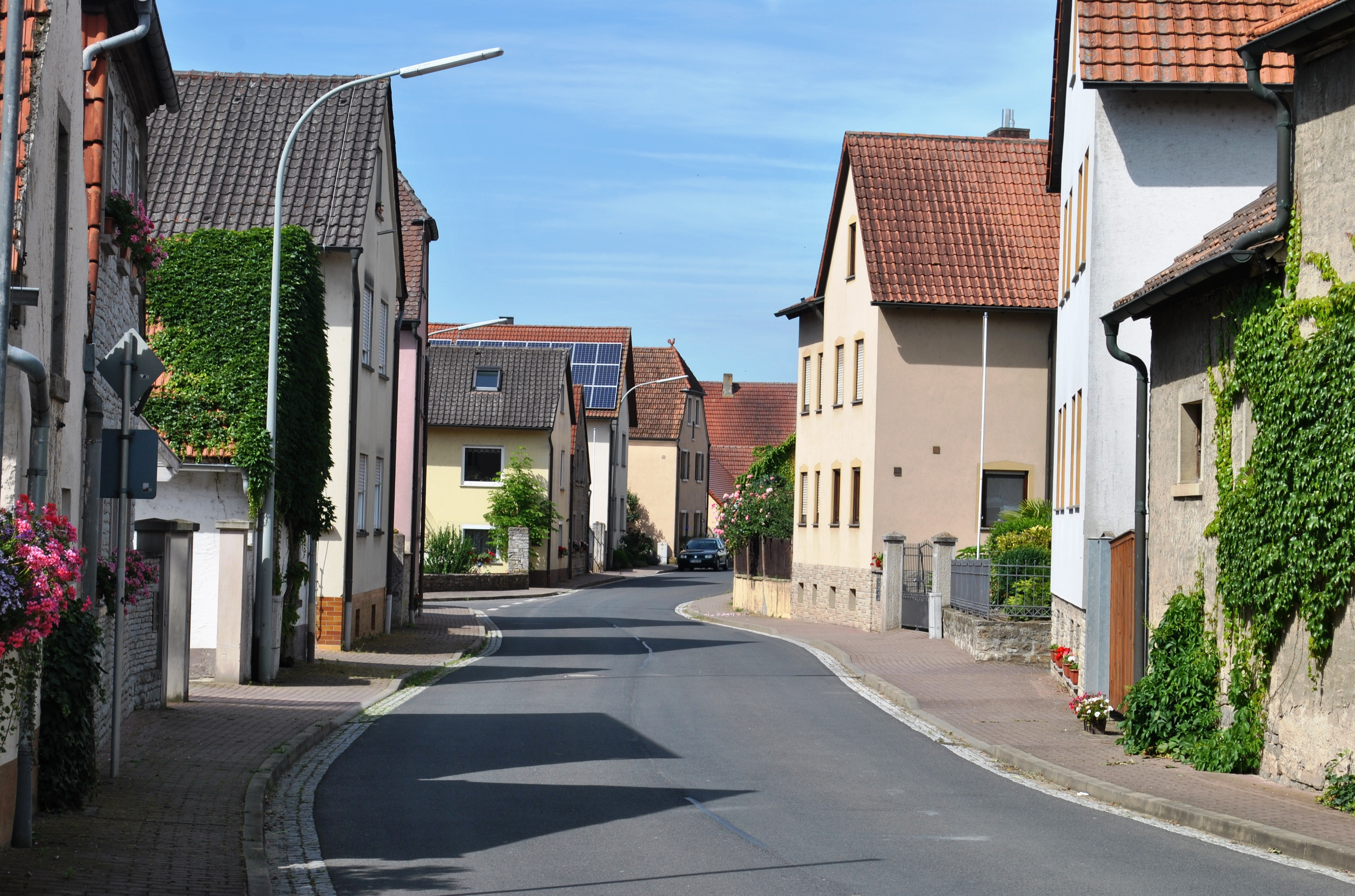
Wichtigste Verkehrsverbindung ist die Marienstraße

Aufgrund seiner Abseitslage war Dimbach verkehrstechnisch immer unbedeutend. Es bildete in der Vergangenheit das Grenzgebiet zwischen der hochstiftischen Amtsstadt Volkach und dem würzburgischen Eigenkloster in Münsterschwarzach. Lediglich zu den alljährlichen Prozessionen der Klosterdörfer wurden die Straßen um das Dorf häufiger frequentiert.:S. 57 Durch die Eingemeindung nach Volkach veränderte sich der Verkehr nicht.
Die wichtigste Straßenverbindung ist die Kreisstraße KT 10, die im Ort als Marienstraße verläuft. Sie ist das Rückgrat des typischen Straßendorfes und führt von Volkach im Norden her kommend in Richtung Reupelsdorf im Südosten. Eine weitere, allerdings nur von Einheimischen genutzte Verbindung ist die Gerlachshausener Straße, die im Südwesten in den Schwarzacher Ortsteil führt. Schlecht ausgebaut ist die Ortsverbindung in Richtung Eichfeld. Sie beginnt in Dimbach als Rhönstraße.
An der Marienstraße befindet sich die einzige Bushaltestelle des Dorfes. Die Haltestelle Ortsmitte wird lediglich von der VGN-Linie 8287 (Volkach–Sommerach–Reupelsdorf–Wiesentheid) angefahren. Das touristische Mainschleifenshuttle fährt Dimbach nicht an, da dort kein Weinbau betrieben wird. Allerdings hat die Stadt Volkach einen Bürgerbus für ihre Ortsteile eingerichtet. Das Dorf wird zweimal wöchentlich von diesem Bus angefahren.
Durch Dimbach verläuft der Fränkische Marienweg.

### Bildung
| Liste der Lehrer (bis 1888)  | Liste der Lehrer (bis 1888) | Liste der Lehrer (bis 1888) | Liste der Lehrer (bis 1888) | Liste der Lehrer (bis 1888) | Liste der Lehrer (bis 1888) | Liste der Lehrer (bis 1888) | Liste der Lehrer (bis 1888) |
| 1648–1700                    | 1648–1700                   | 1648–1700                   | 1648–1700                   | 1648–1700                   | 1648–1700                   | 1648–1700                   | 1648–1700                   |
| ---------------------------- | --------------------------- | --------------------------- | --------------------------- | --------------------------- | --------------------------- | --------------------------- | --------------------------- |
| Andreas May                  |                             |                             |                             |                             |                             |                             |                             |
| Anton Jakob Krämer           |                             |                             |                             |                             |                             |                             |                             |
| Johann Sebastian Sprenger    |                             |                             |                             |                             |                             |                             |                             |
| 1700–1803                    |                             |                             |                             |                             |                             |                             |                             |
| Lorenz Georg Schnitzer       |                             |                             |                             |                             |                             |                             |                             |
| Anton Jakob Assmann          |                             |                             |                             |                             |                             |                             |                             |
| Lorenz Hellwig               |                             |                             |                             |                             |                             |                             |                             |
| Johann Michael Ibel          |                             |                             |                             |                             |                             |                             |                             |
| Konrad Hackner               |                             |                             |                             |                             |                             |                             |                             |
| Johann Georg Schmitt         |                             |                             |                             |                             |                             |                             |                             |
| Johann Georg Dillinger       |                             |                             |                             |                             |                             |                             |                             |
| Martin Henke                 |                             |                             |                             |                             |                             |                             |                             |
| Johann Adam Burkert          |                             |                             |                             |                             |                             |                             |                             |
| 1803–1888                    |                             |                             |                             |                             |                             |                             |                             |
| Wilhelm Kirchner             |                             |                             |                             |                             |                             |                             |                             |
| Veit Herbert                 |                             |                             |                             |                             |                             |                             |                             |
| Johann Adam Lang             |                             |                             |                             |                             |                             |                             |                             |
| Johann Baptist Schad         |                             |                             |                             |                             |                             |                             |                             |
| Adam Bayer                   |                             |                             |                             |                             |                             |                             |                             |
| Johann Michael Hofmann       |                             |                             |                             |                             |                             |                             |                             |
| Matthäus Leopold Wagenhäuser |                             |                             |                             |                             |                             |                             |                             |
| Nikolaus Nusser              |                             |                             |                             |                             |                             |                             |                             |
| Franz Josef Nusser:S. 55     |                             |                             |                             |                             |                             |                             |                             |

| Name               | Amtszeit  |
| Johann Kirchheimer | 1888–1914 |
| Emanuel Martin     | 1914–1920 |
| Josef Baumann      | 1921–1948 |
| Heinz Otte         | 1949–1969 |

Aufgrund der Zugehörigkeit zum Kloster Münsterschwarzach etablierte sich bereits im Mittelalter eine Knabenschule im Ort. 1337 waren die Propsteigebäude fertiggestellt und die Mönche richteten in den Räumlichkeiten die Schule ein. Unterrichtet wurden die Jungen in Latein, im Gesang sowie in Lesen, Schreiben und Rechnen. Einige von ihnen wurden später in die Klosterschule in Schwarzach übernommen. Während der Erntezeit ruhte der Unterricht, weil die Schüler auf dem Feld helfen mussten.:S. 46 f.
Das erste, bereits kurz nach dem Dreißigjährigen Krieg entstandene Schulhaus befand sich bis zum Jahr 1892 direkt vor der Kirche. Dort war neben den Unterrichtsräumen auch die Lehrerwohnung untergebracht. Am Ausgang des 19. Jahrhunderts riss man das baufällige Anwesen ab, dort entstand der heutige Dorfplatz. Das neue Schulhaus wurde am westlichen Dorfausgang errichtet, den Baugrund stellte der damalige Bürgermeister Bauer zur Verfügung.:S. 53
Im Jahr 1969 wurde die Schule aufgelöst und Dimbach dem Schulsprengel Sommerach zugewiesen. Dort werden die Grundschüler bis zur vierten Klasse unterrichtet. Im 21. Jahrhundert wurde auch die Grundschulbildung nach Volkach gegeben. Ab der fünften Klasse übernimmt die Volksschule Volkach den Unterricht. Schüler und Schülerinnen können den Qualifizierenden Hauptschulabschluss und über den sogenannten M-Zweig die Mittlere Reife absolvieren. Erwachsenenbildung wird von der Volkshochschule Volkach geleistet.
Die höhere Schulbildung erfolgt ebenfalls in Volkach. Dort ist eine Mädchenrealschule beheimatet. Zusätzlich befindet sich im Volkacher Ortsteil Gaibach mit dem Franken-Landschulheim Schloss Gaibach ein Gymnasium mit Realschule und Internat. Das Steigerwald-Landschulheim in Wiesentheid liegt ebenfalls in der Nähe. Außerdem können die Schüler und Schülerinnen das private Klostergymnasium in Münsterschwarzach besuchen.

### Vereine und Verbände
Da Dimbach einer der kleineren Volkacher Ortsteile ist, existieren im Dorf auch nur wenige Vereine. Im Jahr 1980 waren noch die Landfrauen im Dorf organisiert, heute gibt es nur noch zwei Vereine. Ältester ist die Freiwillige Feuerwehr, die in einem Feuerwehrverein organisiert ist. Er wurde im Jahr 1874 gegründet, der Kommandant war zunächst N. Berthold. Heute besitzt die Feuerwehr ein Tragkraftspritzenfahrzeug (TSF), amtierender Kommandant ist Christian Sauer.
Die Dorfgemeinschaft Dimbach, in der sich die Bürger des Dorfes organisieren, ist wesentlich jünger als die Feuerwehr. Auf dem Dorfplatz wurde für diesen Verein das Gemeinschaftshaus eingerichtet. Bis 1947 war der Ortsmittelpunkt am unteren Kirchplatz. Dort stand eine 450 Jahre alte Linde, deren Krone in vier Ringe geschnitten worden war. Nachdem der Baum gefällt hatte werden müssen, wuchsen zwei Neupflanzungen nicht an.

## Persönlichkeiten
Die Gründung der münsterschwarzachischen Propstei im Dorf führte dazu, dass ab 1334 einflussreiche Mönche des Klosters hier lebten. Hildebrand Zollner († 1414) kam in einer schwierigen Zeit ins Kloster in Schwarzach. Der Konvent wollte den ungeliebten Abt Kraft von Buchheim ersetzen und man wählte Zollner zum vierzigsten Abt der Abtei. Der Prälat blieb nur drei Jahre im Amt, wurde dann abgesetzt und nach Dimbach verbannt.
Ein weiterer Abt aus Münsterschwarzach war mit Dimbach eng verbunden. Johannes II. Wolf von Karsbach († 1465) übernahm das Kloster von einem exkommunizierten Vorgänger und begann schnell den gespaltenen Konvent wieder zu einen. Unter seiner Herrschaft wurde das immer noch vorherrschende Adelsprinzip abgeschafft, wonach nur Mitglieder von Adelsfamilien Aufnahme in die Klostergemeinschaft finden konnten.
In den Jahren 1454 oder 1455 resignierte Karsbach, die Gründe sind nicht bekannt. Er zog sich als Propst nach Dimbach zurück und verbrachte dort seine letzten Lebensjahre. Wohl im Jahr 1465 verstarb der emeritierte Abt und wurde eventuell in der Marienkirche in Dimbach begraben. Neben den Mönchen machte sich auch der Bürgermeister Josef Münch (1877–1961) um das Dorf verdient. Er war 1919 bis 1925 Ortsvorsteher  und man zeichnete ihn mit der Ehrenbürgerwürde aus.